# 大井 (南知多町)
大井（おおい）は、愛知県知多郡南知多町の地名。

## 地理
知多半島の南端部、南知多町の東部に位置する。東は知多湾に面しており、南は片名、南西は豊浜、西は豊丘に接している。
大井漁港の周辺に集落が形成されている。農業と漁業に従事する者が多く、漁業では海苔の養殖業も行われている。海岸沿いを国道247号が通り、内陸部を南知多道路（愛知県道7号半田南知多公園線）が通っている。

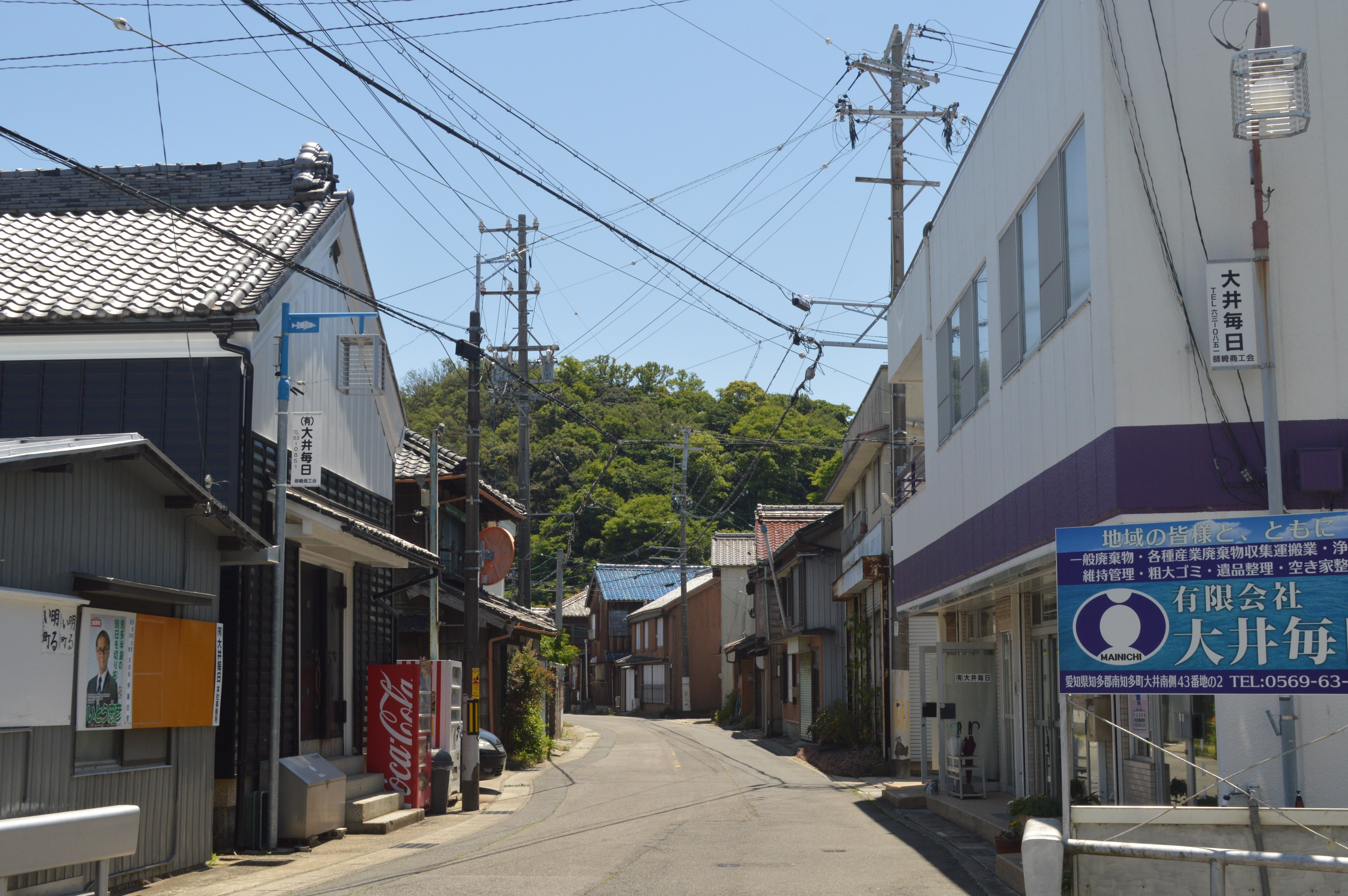
大井の町並み
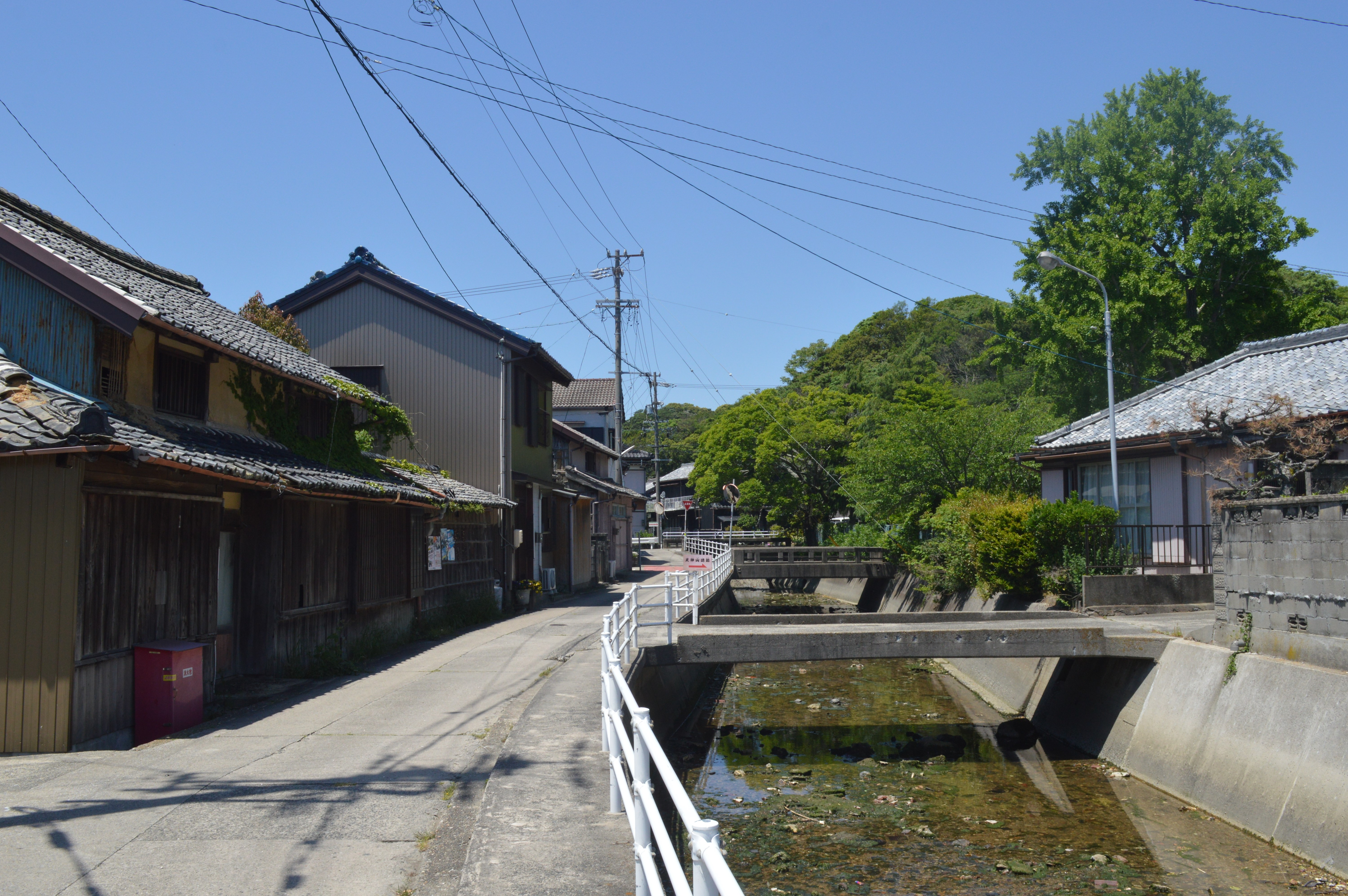
町並みと大井川
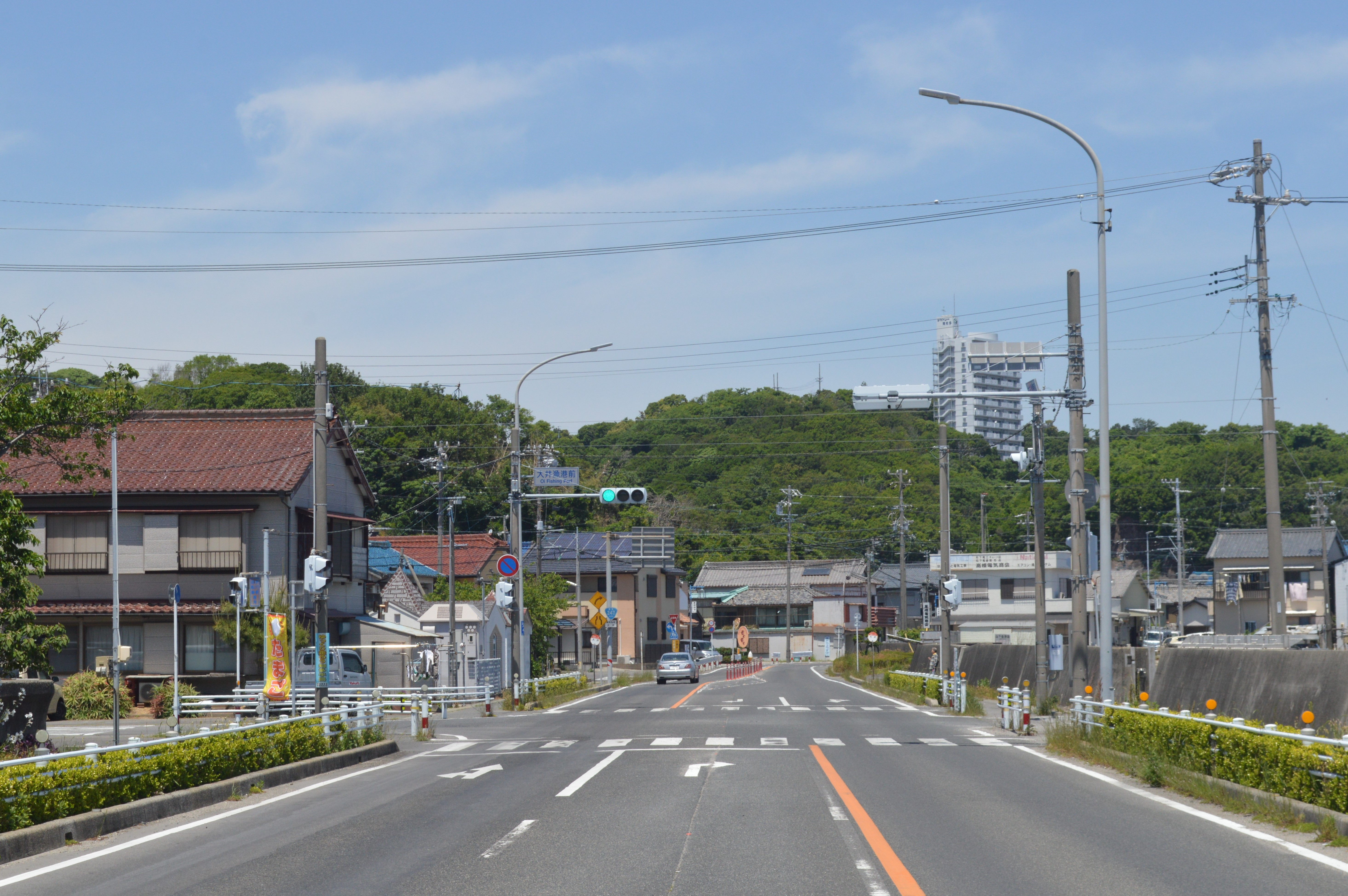
国道247号

### 交通
- 国道247号
- 南知多道路（愛知県道7号半田南知多公園線）
- 愛知県道281号大井豊浜線

### 人口の変遷
国勢調査による人口および世帯数の推移。
| 1995年（平成7年）  | 669世帯 2272人 |  |
| 2000年（平成12年） | 671世帯 2170人 |  |
| 2005年（平成17年） | 676世帯 2064人 |  |
| 2010年（平成22年） | 705世帯 1964人 |  |
| 2015年（平成27年） | 710世帯 1776人 |  |
| 2020年（令和2年）  | 655世帯 1594人 |  |

## 歴史

### 中世以前

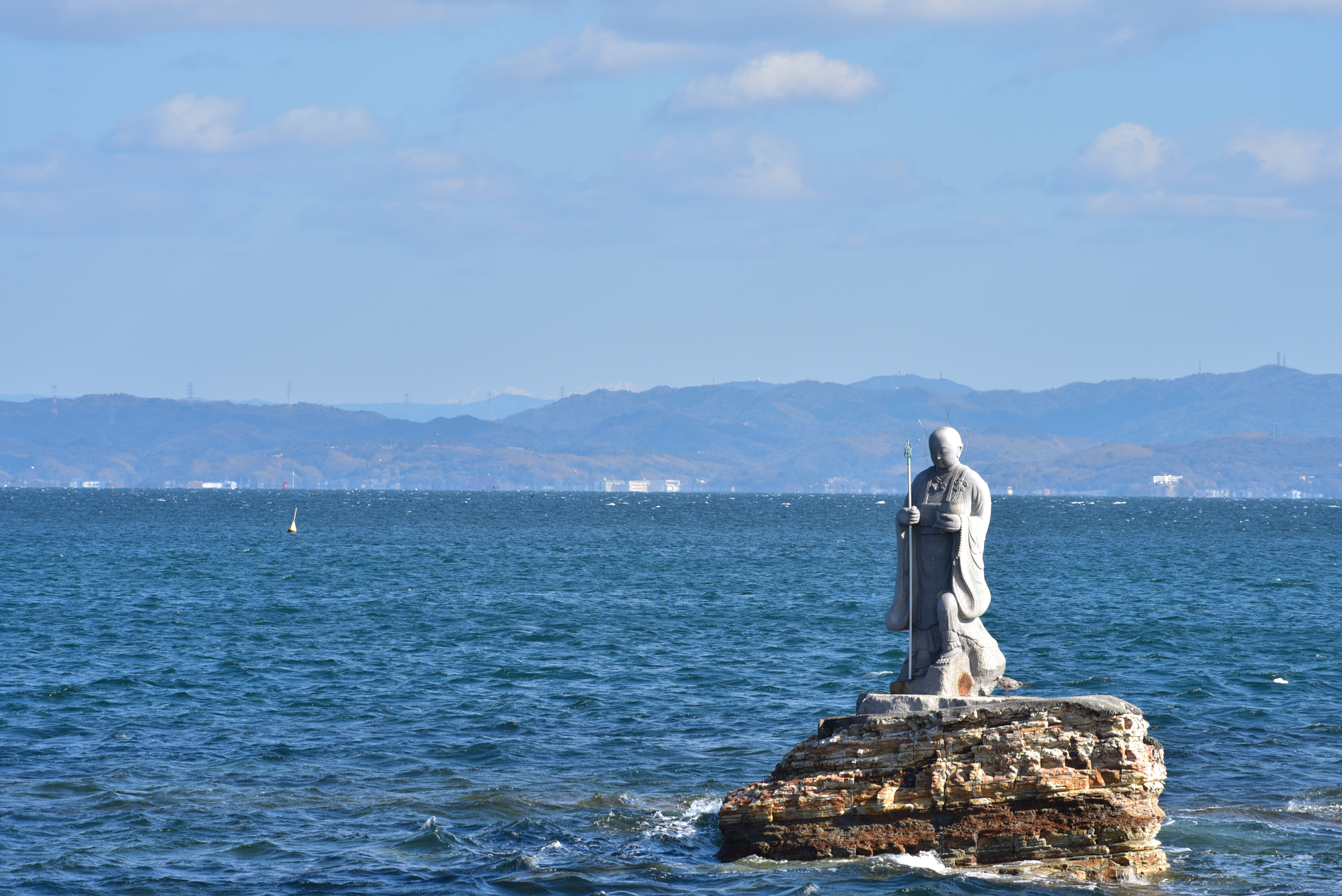
聖崎

縄文時代早期の天神山遺跡と塩屋遺跡、縄文時代後期の長谷遺跡がある。天神山遺跡と塩屋遺跡からは各時期の土器が数百個以上出土しており、天神山遺跡からは土偶も出土している。
奈良時代には大井の海岸で製塩が行われており、大井川の西岸には字塩屋という地名が残る。
平安時代には大井から弘法大師が上陸して知多半島を巡錫したとする伝承があり、上陸地点の聖崎という名はこの際に付けられたとされる。1921年（大正10年）には『知多郡新四国八十八ケ所名所古跡写真画帖』が発行されたが、表紙には聖崎の写真が掲載されている。天禄年間（970年～973年）には伊勢神宮外宮から勧請して、現在の豊受神社にあたる社が創建された。
南北朝時代には尾張国知多郡に大井郷があった。

### 近世
江戸時代の大井村は尾張藩領であり、鳴海代官所の支配下にあった。村高は寛文年間（1661年～1673年）の「寛文郷帳」によると692石余であり、「寛文覚書」によると戸数は75戸、人口は821、牛馬は54だった。
寛政4年（1792年）から文政5年（1822年）にかけて編纂された「尾張徇行記」によると、大井村の漁家は約30戸、漁船は約32隻であり、藻魚、ボラ、コノシロ、タコなどを漁獲していた。いりこやこのわたなどが特産品であり、いりこは伊勢に、このわたは名古屋などに販売していた。大井ではこのわたの製造を株とみなす慣習があり、山本八郎右衛門家のみが株を有して代々に渡って尾張藩主の御用商人を務めた。
村高は天保年間（1830年～1844年）の「天保郷帳」によると695石余、明治初期の「旧高旧領」によると864石余だった。

### 近代

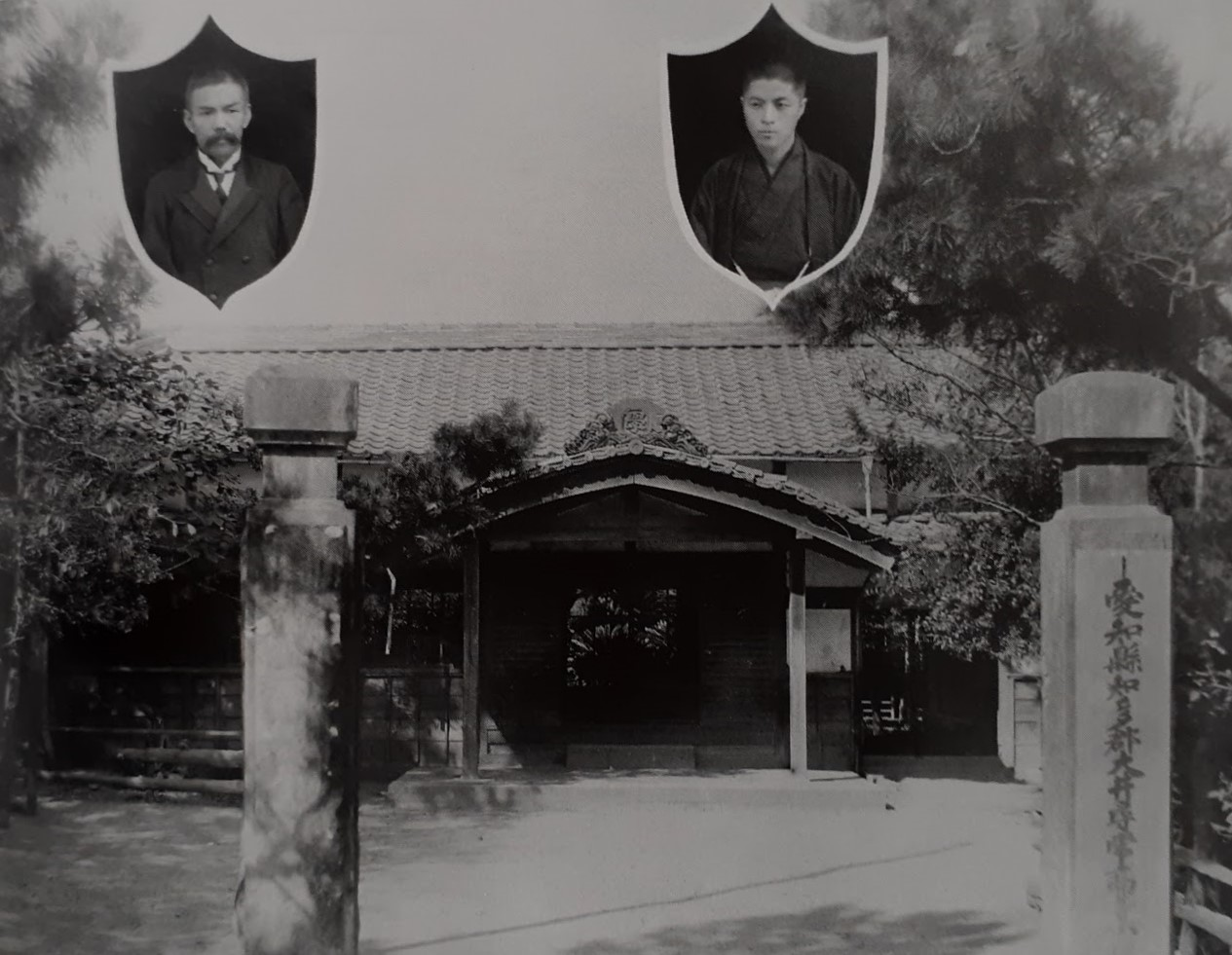
1901年の大井尋常高等小学校

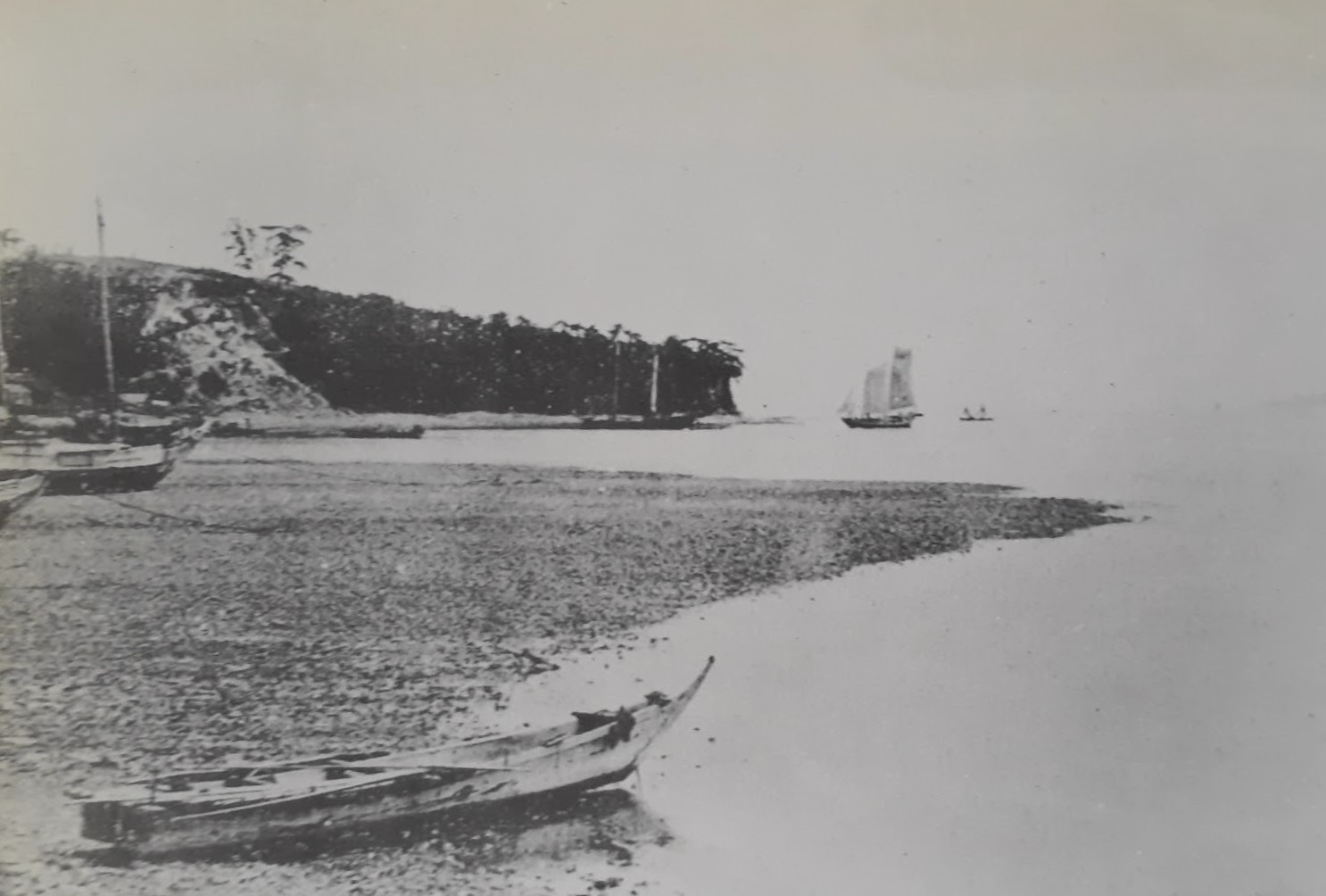
1907年の大井漁港

幕末の黒船来航時、名古屋城への情報伝達のために狼煙を上げる大井烽火台が建設された。師崎に黒船の見張り場があり、大井、布土、長尾、亀崎、緒川、大高の各烽火台で烽火をリレーさせる予定だったが、実際に使用されることなく明治維新を迎えた。
江戸時代末期から明治初期に編纂された『尾張名所図会』には、大井村の特産品としてこのわたが描かれ、領主・将軍・朝廷に献上するとある。1880年（明治13年）に学校の教科書として編纂された『尾張国知多郡地誌略』は大井湊を知多郡第一の良港であるとし、一方で辺鄙な立地であるため船の入港は少ないとしている。
1876年（明治9年）には大井村と片名村が合併して旭村となったが、1884年（明治17年）には再び片名村と別れて大井村となった。1885年（明治18年）の戸数は366戸、人口は1667人だった。1889年（明治22年）に町村制が施行されると、（旧）大井村と片名村が合併して知多郡大井村が発足した。大字大井と大字片名が編成されている。
1893年（明治26年）には知多半島東岸の航路が開設され、大井も寄港地となった。また、大井と幡豆郡一色町を結ぶ定期航路も開設された。1906年（明治39年）7月1日には大井村と（旧）師崎町が合併し、改めて師崎町が発足した。大字大井が編成されている。
1941年（昭和16年）まで、大寒には東本願寺名古屋別院から大井の山本八郎右衛門家に対して、朝廷や徳川家に対してこのわたの献上が要請され、1石近くのこのわたがつづらに入れられて東本願寺名古屋別院に運ばれると、そこから東本願寺の手によって京都の東本願寺本山に運ばれた。

### 現代
1961年（昭和36年）6月1日、師崎町、内海町、豊浜町、篠島村、日間賀島村が合併して南知多町が発足した。1970年（昭和45年）の世帯数は556戸、人口は2456人だった。
1989年（平成元年）の世帯数は587世帯、人口は2374人。

## 経済

### 漁業

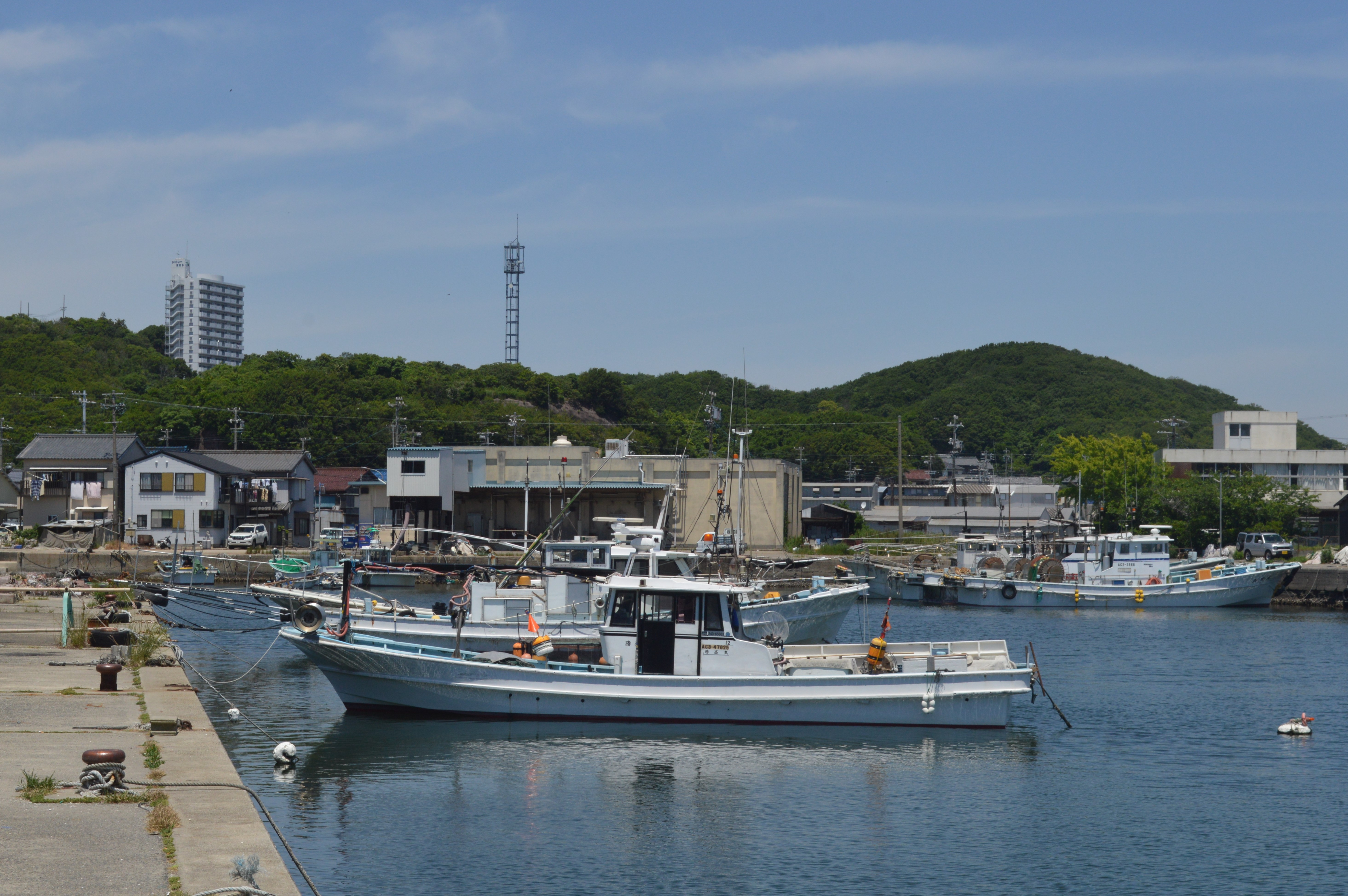
大井漁港

- 大井漁業協同組合 - 1959年（昭和34年）7月には大井漁業協同組合で海苔浮き流し養殖の手法が開発された[11]。

#### 大井漁港
南は長谷崎と聖崎、北は鳶ケ崎に抱かれた湾に大井漁港がある。冬季の季節風の影響を受けることもない天然の良港であり、その性格を利用して避難港としても利用されてきた。南知多町が管理する第2種漁港である。
海苔養殖業が発展したことで小型漁船が増加したため、1966年度（昭和41年度）には係留施設や施設用地の整備に着手し、1987年度（昭和62年度）に完了した。その後も防潮堤の整備などが行われている。大井漁港には漁船の他にプレジャーボートなどもあり、1998年度（平成10年度）には利用調整区域が指定されて両者のすみ分けがなされた。

## 教育

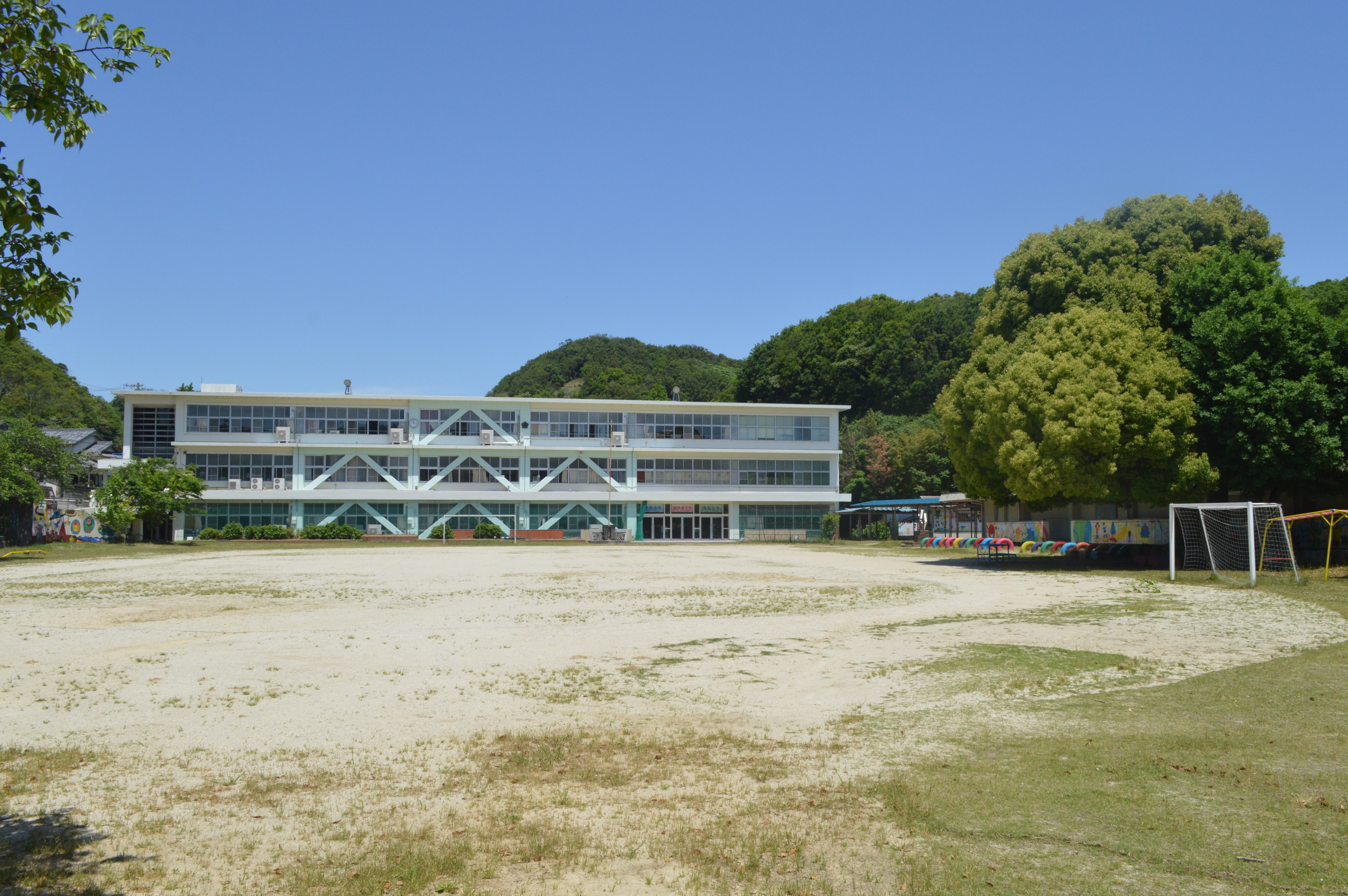
南知多町立大井小学校

1873年（明治6年）には視遠学校が創立され、1887年（明治20年）に大井尋常小学校に改称、1892年（明治25年）に片名尋常小学校を分離した。1900年（明治33年）には大井村立大井尋常高等小学校に改称し、1910年（明治43年）には片名尋常小学校を統合した上で師崎第一尋常高等小学校に改称した。1947年（昭和22年）には師崎町立大井小学校に改称し、1961年（昭和36年）には南知多町立大井小学校に改称した。1963年（昭和38年）には片名分校廃止した。
1999年（平成11年）公開の映画『学校の怪談4』では校舎が全景セットとして使用された。2022年（令和4年）3月には南知多町立師崎小学校と統合されて閉校となり、新たに南知多町立みさき小学校が開校した。

## 施設
- 南知多大井郵便局 - 1902年（明治35年）11月16日には大井郵便受取所が開設され[13]、1905年（明治38年）4月には字堰口に移転して大井郵便局となった[14]。大井郵便局長を務めた人物として間瀬甚八がおり、間瀬は大井村長、師崎町長なども歴任した[15]。1937年（昭和12年）1月には字江崎に新築して移転した[16]。1979年（昭和54年）11月には字南側に新築して移転した[17]。
- 南知多町師崎サービスセンター - 大井公民館を兼ねた施設。
- 聖崎公園
- 上ノ山公園
- 徳吉醸造 - 1921年（大正10年）に創業した豆味噌とたまり醤油の醸造蔵。
- 夏目医院 - 旧大井郵便局の建物も利用している。

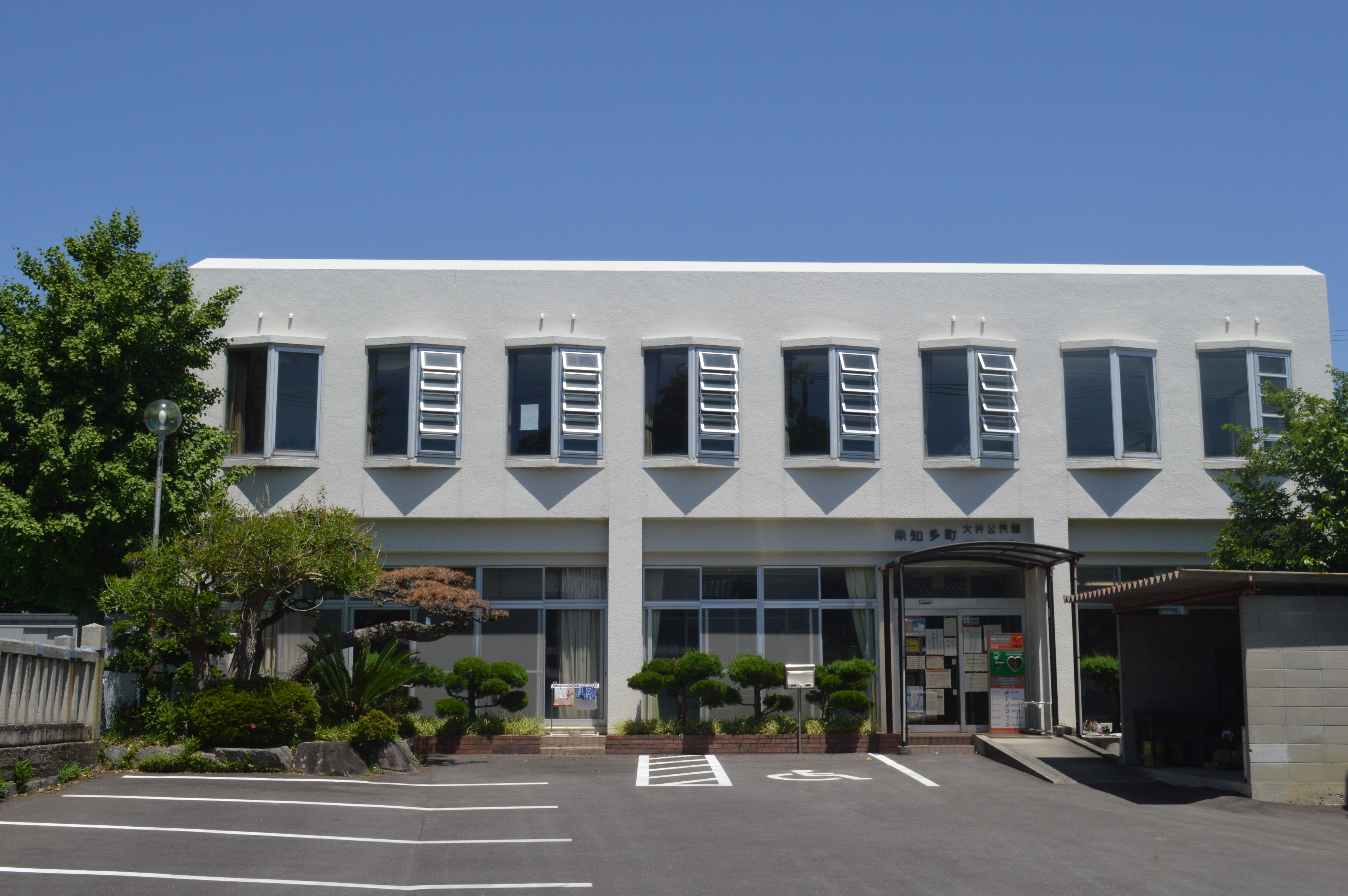
南知多町師崎サービスセンター
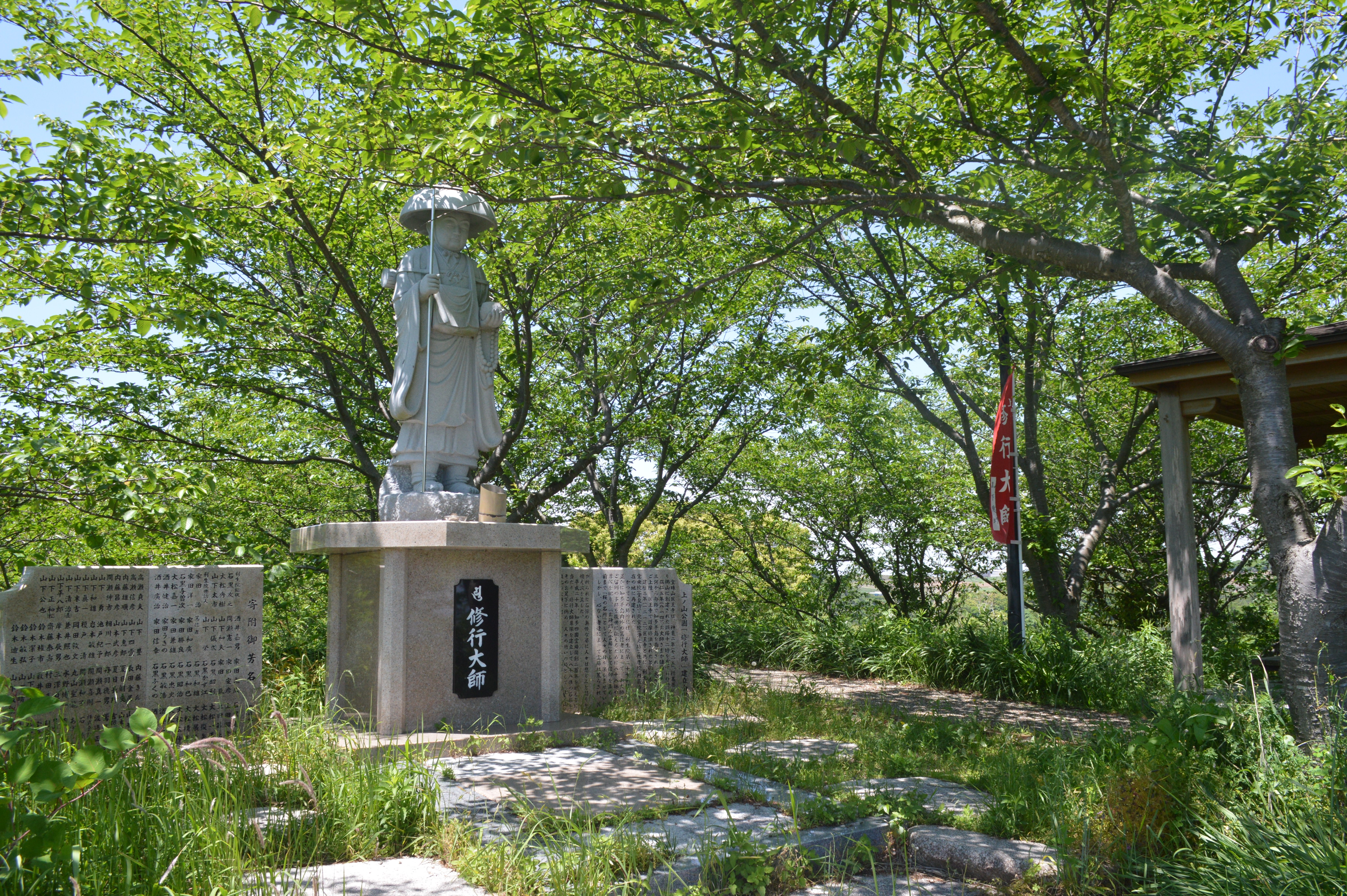
上ノ山公園
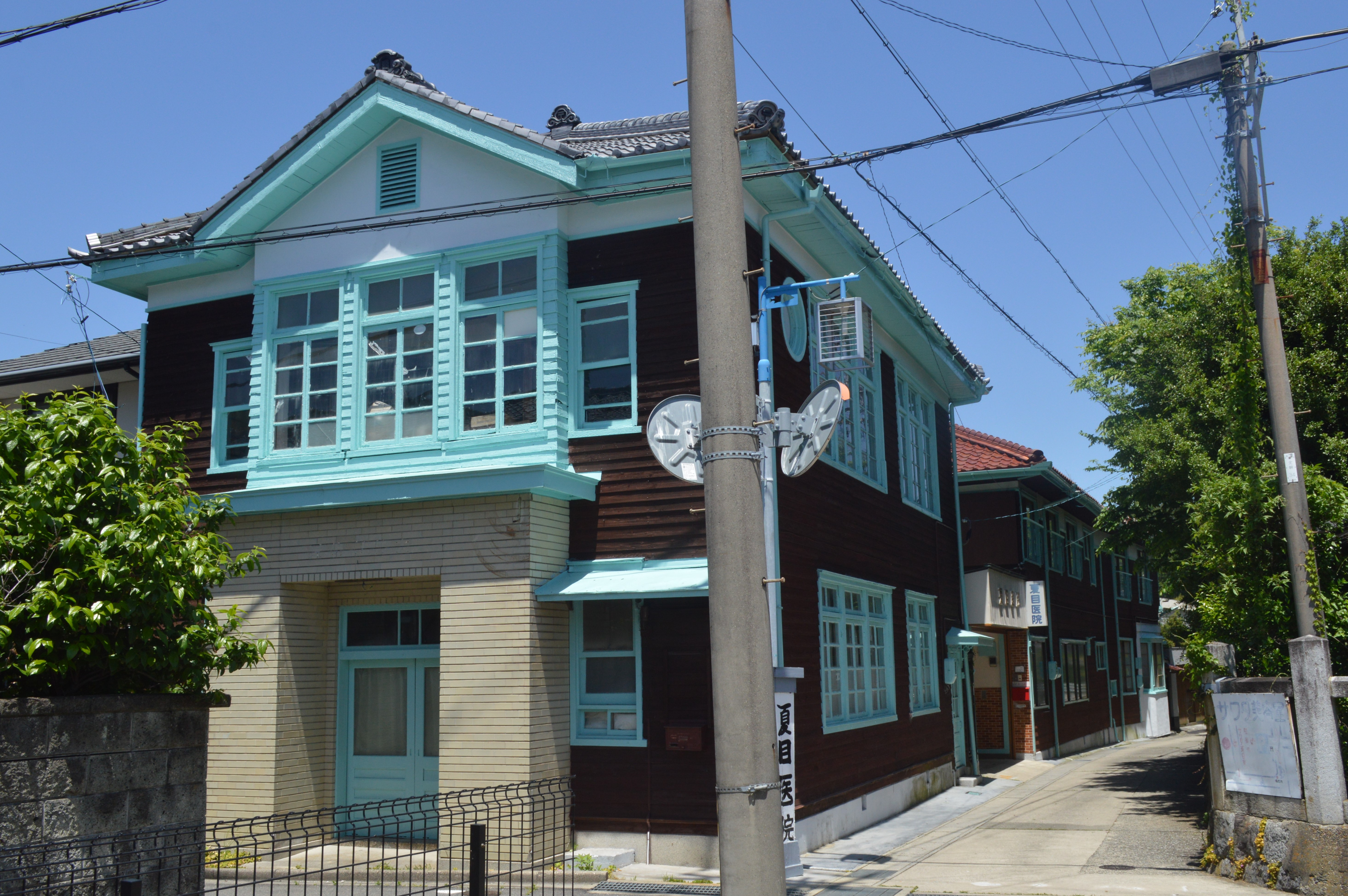
旧大井郵便局

## 名所・旧跡

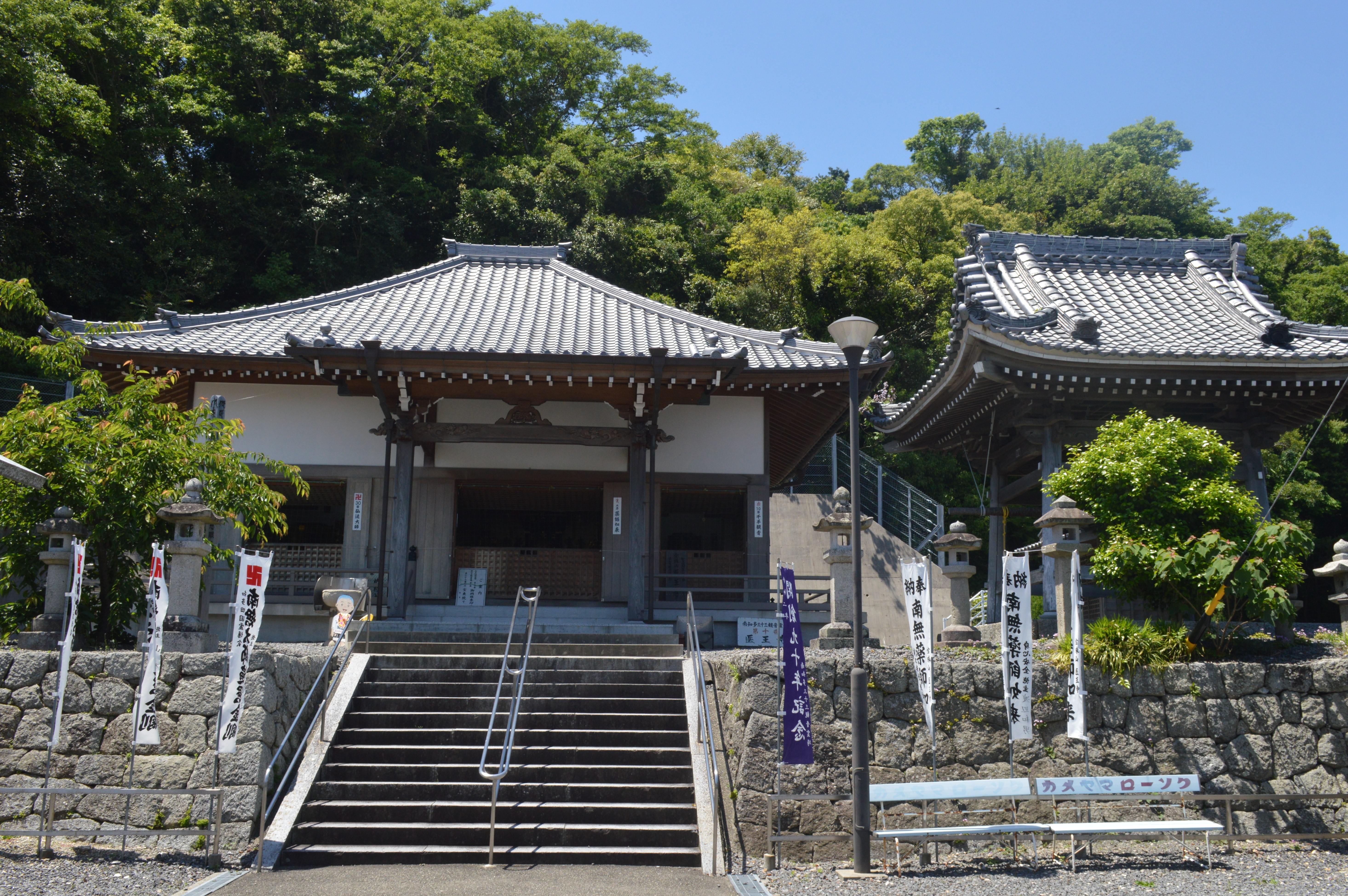
医王寺

- 豊受神社 - 村社。天禄年間（970年～973年）には伊勢神宮外宮から勧請して神明社が創建された[18]。1868年（明治元年）に豊受神社に改称し、1872年（明治5年）に村社に列せられた[18]。享保20年（1735年）に江戸の米問屋である渡辺伊兵衛から寄進された絵馬が南知多町指定文化財となっていたが、1985年（昭和60年）の火災で焼失した[18]。
- 「大井の五ヶ寺」
  - 医王寺 - 真言宗豊山派の寺院。神亀2年（725年）に行基が開創したと伝わり、かつては十二坊の塔頭を擁する大寺院だった[WEB 16]。地方の湊町において一山形式の寺院は珍しいとされる[WEB 16]。利生院、宝乗院、北室院、性慶院の他には、師崎の遍照寺、篠島の医徳院、日間賀島の大光院もやはり医王寺の塔頭である。現在は無住の寺院であり、塔頭が輪番で管理している[3]。享保20年（1735年）に江戸の米問屋である渡辺伊兵衛から奉納された絵馬が南知多町指定文化財[WEB 17]。知多四国霊場第30番札所[19]。南知多三十三観音霊場第10番札所[WEB 18]。
  - 利生院 - 真言宗豊山派の寺院。知多四国霊場第31番札所[19]。
  - 宝乗院 - 真言宗豊山派の寺院。知多四国霊場第32番札所[19]。
  - 北室院 - 真言宗豊山派の寺院。知多四国霊場第33番札所[19]。
  - 性慶院 - 真言宗豊山派の寺院。知多四国霊場第34番札所[19]。

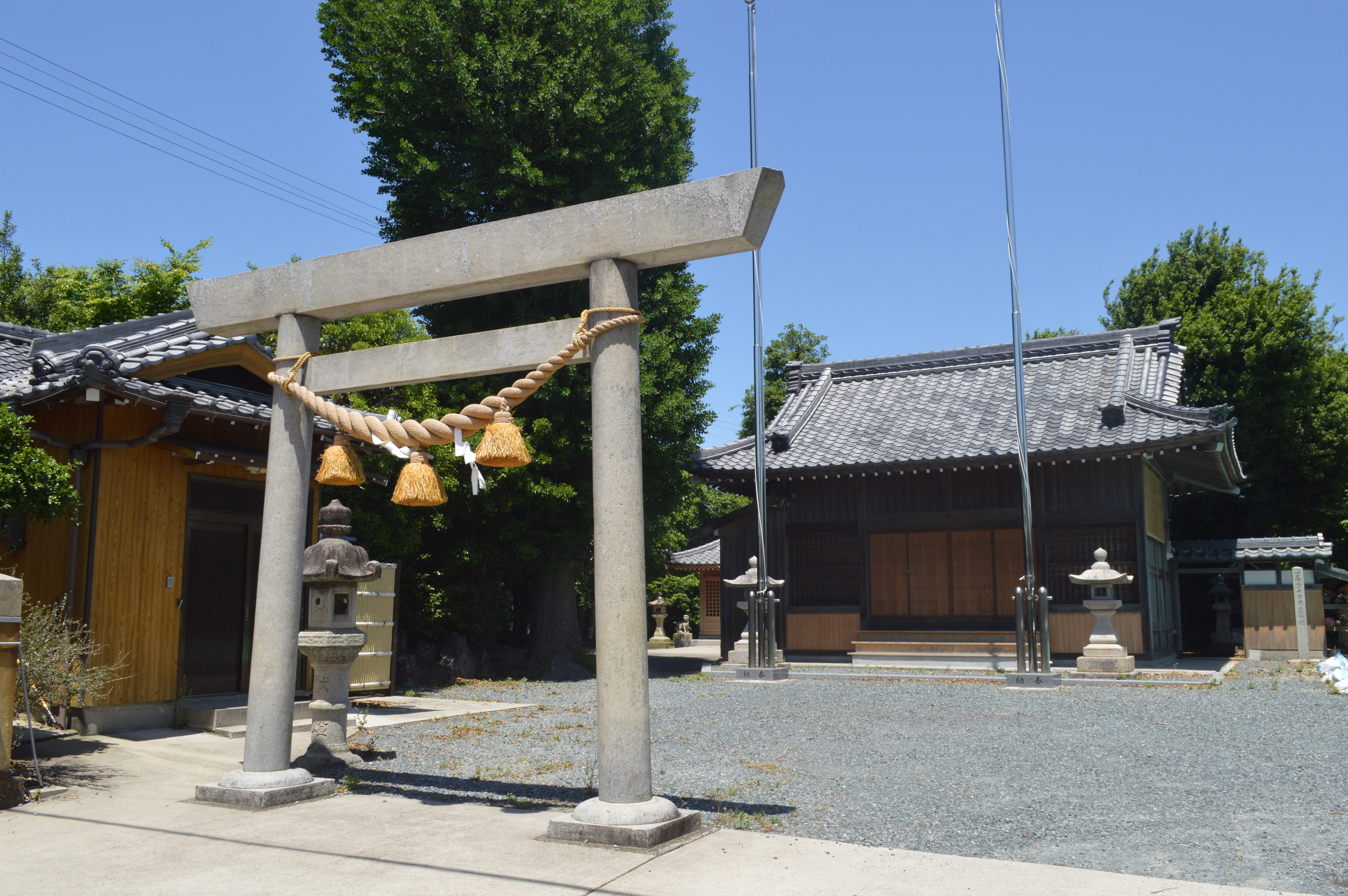
豊受神社
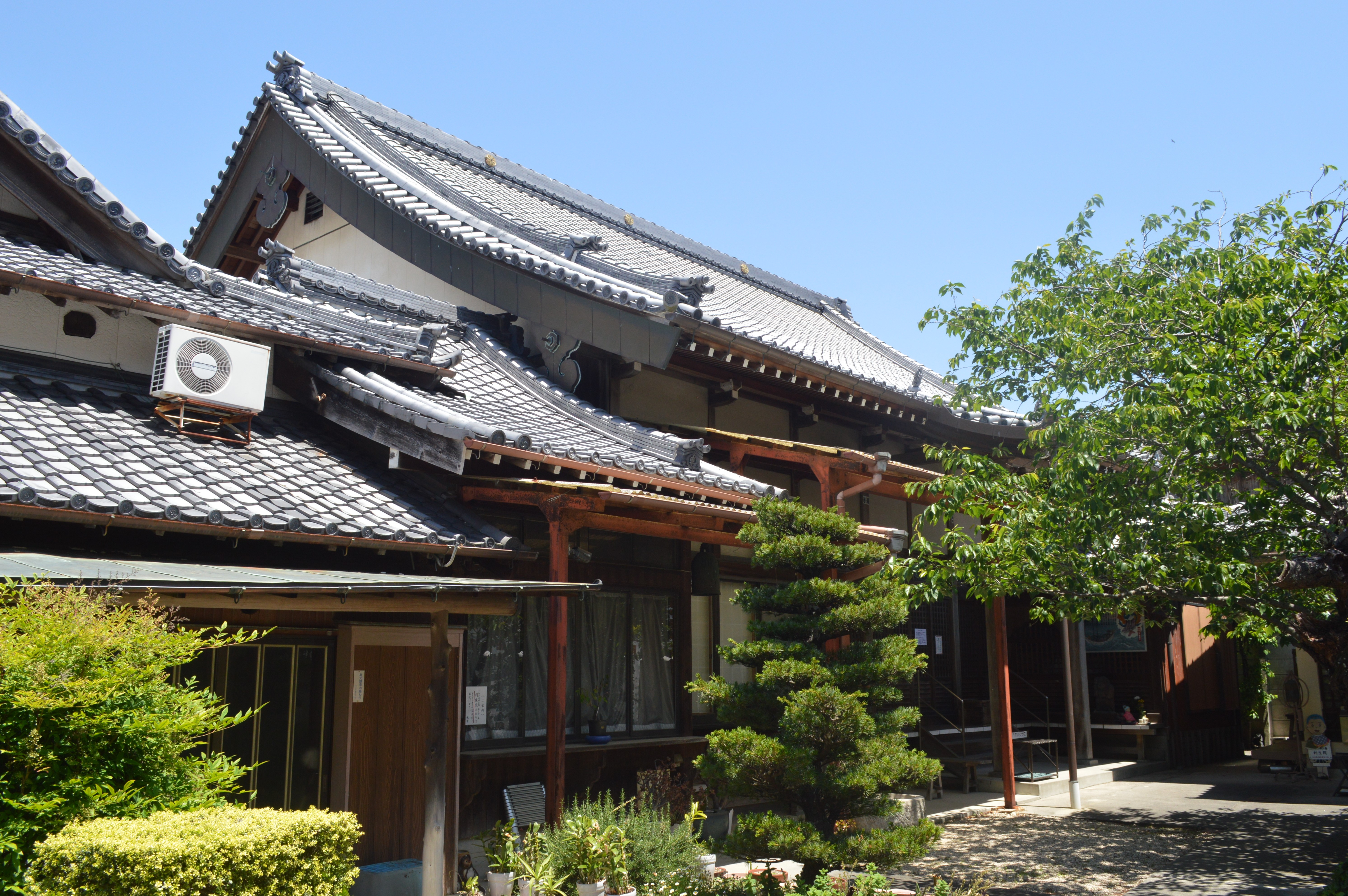
利生院
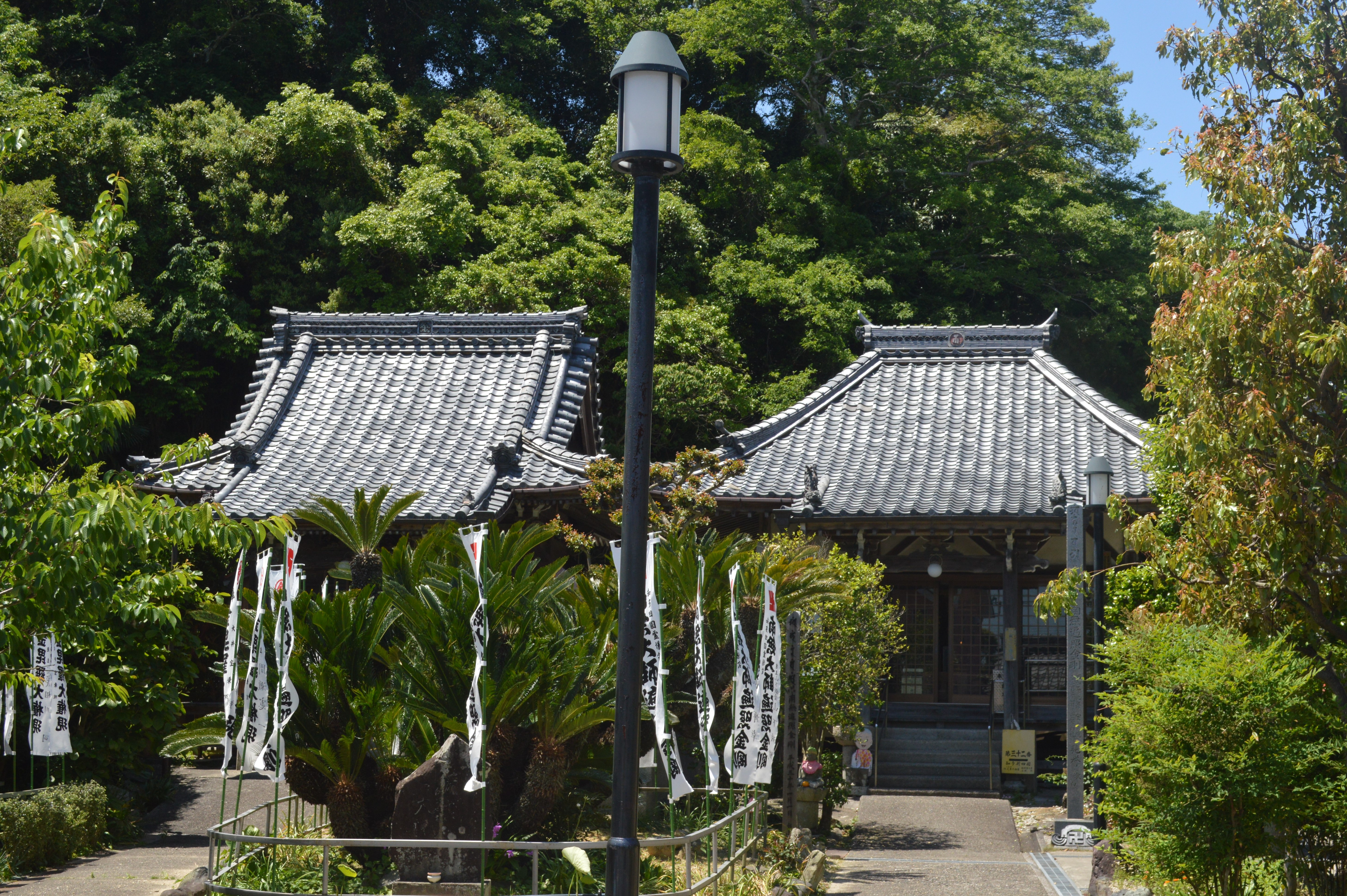
宝乗院
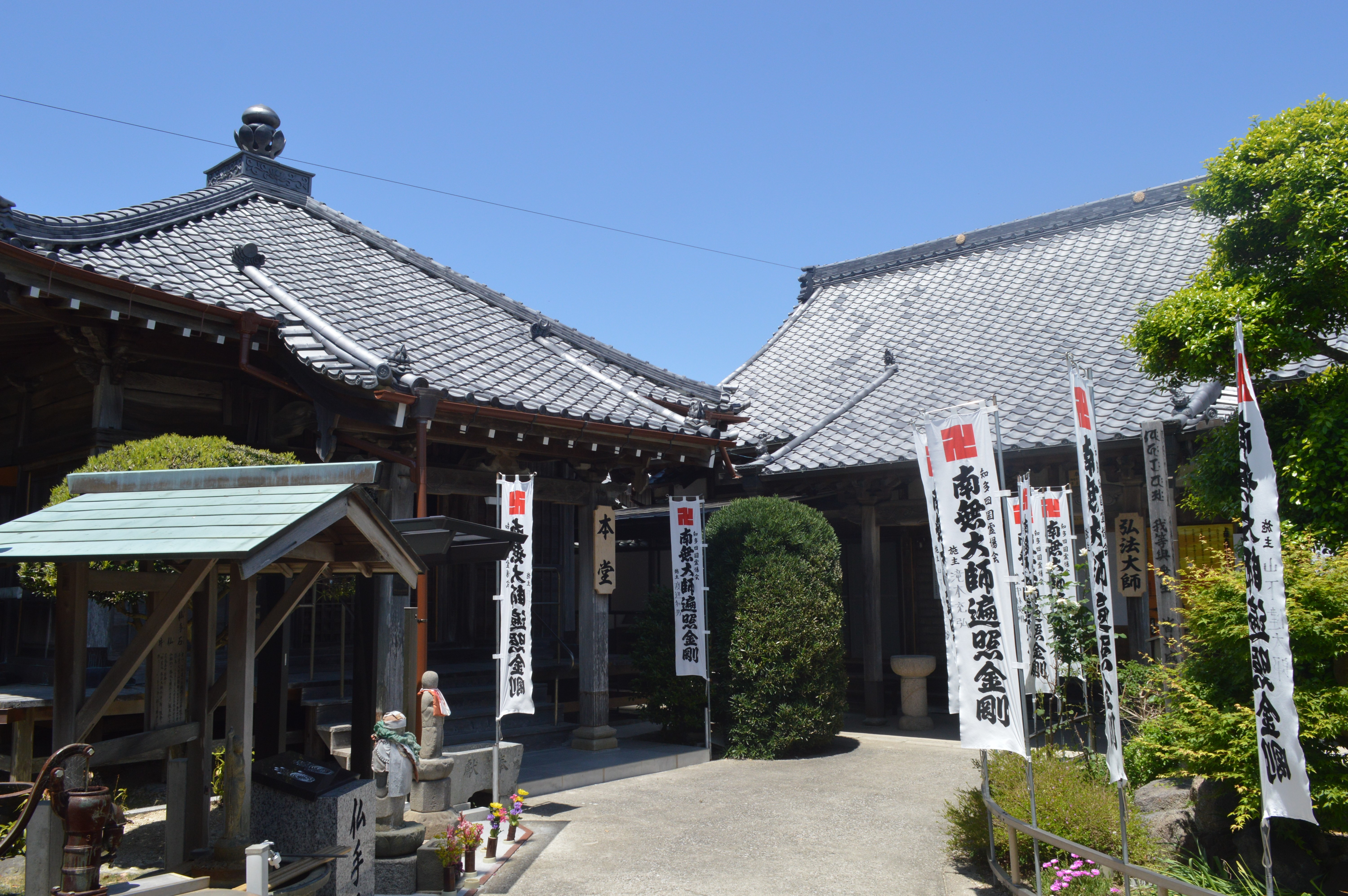
北室院
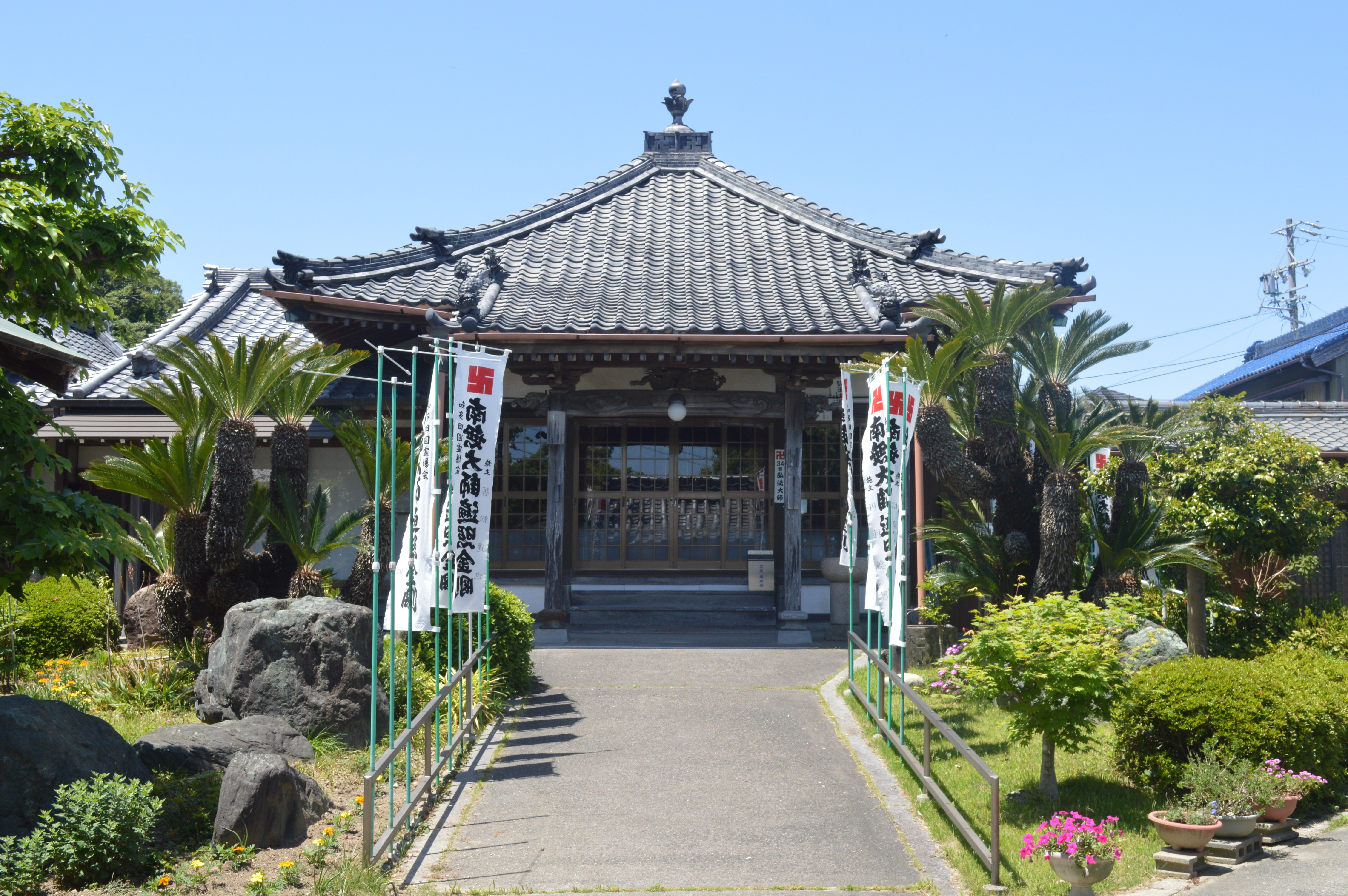
性慶院

## 祭事・催事
- 大井の夏祭り - 豊受神社と津島神社の祭礼であり[WEB 19]、毎年7月第2土曜に開催される山車祭り[WEB 17]。尾張津島天王祭で流された葦の「オミヨシサン」が大井の海岸に流れ着いたことが起源とされる[WEB 19]。江戸時代後期頃に阿久比の横松大工によって製作された知多型の山車「大井区の山車（聖車）」が南知多町指定文化財[WEB 17]。

### WEB
1. ↑  “愛知県知多郡南知多町の町丁・字一覧”.   人口統計ラボ. 2024年5月6日閲覧。
2. 1 2  総務省統計局 (2022年2月10日). “令和2年国勢調査の調査結果(e-Stat) - 男女別人口，外国人人口及び世帯数－町丁・字等” (CSV). 2023年8月2日閲覧。
3. ↑  “読み仮名データの促音・拗音を小書きで表記するもの(zip形式) 愛知県” (zip).   日本郵便 (2024年2月29日). 2024年3月26日閲覧。
4. ↑  “市外局番の一覧” (PDF).   総務省 (2022年3月1日). 2022年3月22日閲覧。
5. ↑  “ナンバープレートについて”.   一般社団法人愛知県自動車会議所. 2024年1月21日閲覧。
6. ↑  総務省統計局 (2014年3月28日). “平成7年国勢調査の調査結果(e-Stat) - 男女別人口及び世帯数 －町丁・字等” (CSV). 2021年7月20日閲覧。
7. ↑  総務省統計局 (2014年5月30日). “平成12年国勢調査の調査結果(e-Stat) - 男女別人口及び世帯数 －町丁・字等” (CSV). 2021年7月20日閲覧。
8. ↑  総務省統計局 (2014年6月27日). “平成17年国勢調査の調査結果(e-Stat) - 男女別人口及び世帯数 －町丁・字等” (CSV). 2021年7月21日閲覧。
9. ↑  総務省統計局 (2012年1月20日). “平成22年国勢調査の調査結果(e-Stat) - 男女別人口及び世帯数 －町丁・字等” (CSV). 2021年7月21日閲覧。
10. ↑  総務省統計局 (2017年1月27日). “平成27年国勢調査の調査結果(e-Stat) - 男女別人口及び世帯数 －町丁・字等” (CSV). 2021年7月21日閲覧。
11. ↑  幕末遺産・大井の烽火台で見えたもの はんだ郷土史研究会、2010年9月5日
12. 1 2 3 4  愛知県の漁港の概要 愛知県
13. 1 2 3 4  学校の沿革 南知多町立大井小学校
14. ↑  学びや思い出いつまでも 南知多・大井小と師崎小で閉校式 」『中日新聞』2022年3月31日
15. ↑  みさき小学校「開校記念式典」 南知多町
16. 1 2  医王寺 南知多三十三観音霊場
17. 1 2 3  町指定文化財 南知多町
18. ↑  霊場紹介 南知多三十三観音霊場
19. 1 2  大井の夏祭り あいちの山車まつり

### 書籍
1. 1 2 3 4 5 6 7 8 9 10 11 12 13 14  「角川日本地名大辞典」編纂委員会『角川日本地名大辞典 23 愛知県』角川書店、1989年、p.256
2. 1 2 3 4 5 6  「角川日本地名大辞典」編纂委員会『角川日本地名大辞典 23 愛知県』角川書店、1989年、p.1928
3. 1 2 3 4 5 6 7  『日本歴史地名大系 23 愛知県』平凡社、1981年、pp.519-520
4. ↑  南知多町誌編さん委員会『南知多町誌 本文編』南知多町、1991年、p.82
5. 1 2 3 4 5 6  『写真集 知多今昔』愛知県郷土資料刊行会、1982年、p.268
6. ↑  南知多町誌編さん委員会『南知多町誌 本文編』南知多町、1991年、p.247
7. 1 2  『のれん百年 中部の巻』中部経済新聞社、1967年、pp.26-27
8. 1 2  南知多町誌編さん委員会『南知多町誌 本文編』南知多町、1991年、pp.304-306
9. 1 2  『写真集 知多今昔』愛知県郷土資料刊行会、1982年、p.267
10. ↑  南知多町誌編さん委員会『南知多町誌 本文編』南知多町、1991年、p.325
11. ↑  南知多町誌編さん委員会『南知多町誌 資料編 3』南知多町、1994年、p.681
12. ↑  『写真アルバム 知多半島の100年』樹林舎、2022年、p.56
13. ↑  南知多町誌編さん委員会『南知多町誌 本文編』南知多町、1991年、p.457
14. ↑  南知多町誌編さん委員会『南知多町誌 資料編 3』南知多町、1994年、pp.672-673
15. ↑  南知多町誌編さん委員会『南知多町誌 資料編 3』南知多町、1994年、p.954
16. ↑  南知多町誌編さん委員会『南知多町誌 資料編 3』南知多町、1994年、p.677
17. ↑  南知多町誌編さん委員会『南知多町誌 資料編 3』南知多町、1994年、p.688
18. 1 2 3  南知多町誌編さん委員会『南知多町誌 本文編』南知多町、1991年、pp.805-806
19. 1 2 3 4 5  知多四国霊場会『知多四国巡礼 決定版』歴遊舎、2013年